# Rautavaara
Rautavaara – gmina w Finlandii, położona we wschodniej części kraju, należąca do regionu Pohjois-Savo.